# Miss France 1985
Miss France 1985 est la 55e élection de Miss France. Elle a lieu à l'Hôtel Montparnasse-Park, à Paris, le 28 décembre 1984.
Suzanne Iskandar, 21 ans, d'origine libanaise et Miss Alsace 1984, remporte le titre et succède à Martine Robine, Miss France 1984.

## Déroulement
Les candidates défilent d'abord en costume régional, puis en robe de soirée et enfin en maillot de bain.

## Candidates
41 candidates participaient à l'élection.
D'après le reportage de l'ORTF qui est consacré à l'élection, on peut remarquer que les Miss :
- Alsace
- Belfort
- Bretagne
- Calédonie
- Centre-Ouest
- Champagne
- Corse
- Côte Vermeille
- Côte d’Opale
- Grande-Motte
- Guadeloupe
- Haute-Savoie
- Île-de-France
- Languedoc
- Littoral-Nord
- Lyon
- Martinique
- Mayenne
- Normandie
- Paris
- Pays de Loire
- Périgord
- Picardie
- Provence
- Réunion
- Rouergue
- Roussillon
- Saint-Pierre-et-Miquelon
- Tahiti
- Territoire de Belfort
- Touraine

De même, selon une photographie de l'époque, les Miss d'Outre-Mer étaient :
- Miss Tahiti, Hinarii Killian
- Miss Guadeloupe, Paulette Battet
- Miss Martinique, Marie-Line Babot
- Miss Calédonie, Nathalie Jones
- Miss Saint-Pierre-et-Miquelon, Valérie Tillard
- Miss Réunion, Marie-Linda Hoarau

## Classement final
| Résultat         | Candidate                | Région            |
| ---------------- | ------------------------ | ----------------- |
| Miss France 1985 | Suzanne Iskandar         | Miss Alsace       |
| 1re dauphine     | Paulette Battet          | Miss Guadeloupe   |
| 2e dauphine      | Sophie Hernandez         | Miss Lyon         |
| 3e dauphine      | Marie-Christine Mattei.  | Miss Corse        |
| 4e dauphine      | Christine Grégoire       | Miss Champagne    |
| 5e dauphine      | Marie-Dominique Boucourt | Miss Normandie    |
| 6e dauphine      | Cathy Billaudeau         | Miss Grande Motte |

| Miss France Outre-Mer | Région         |
| --------------------- | -------------- |
| Nathalie Jones        | Miss Calédonie |

- Prix de l'Elegance : Miss Touraine[1]
- Prix du Costume régional : Miss Tahiti, Hinarii Killian[1]